# Joseph Cates
Pour les articles homonymes, voir Cates.
Joseph Cates (de son vrai nom Joseph Katz) est un producteur, réalisateur et scénariste né à New York (New York) le 10 août 1924 et mort le 10 octobre 1998 dans la même ville. Il est le père de l'actrice Phoebe Cates.

## Filmographie

### comme producteur
- 1949 : Cavalcade of Stars (en) (série télévisée)
- 1950 : Buck Rogers (série télévisée)
- 1954 : Stage Show (en) (série télévisée)
- 1955 : The $64,000 Question (en) (série télévisée)
- 1956 : The $64,000 Challenge (en) (série télévisée)
- 1956 : Tic Tac Dough (en) (série télévisée)
- 1966 : Hippodrome Show (série télévisée)
- 1968 : Comedy Is King (TV)
- 1974 : The Canterville Ghost (TV)
- 1975 : Como Country: Perry and His Nashville Friends (TV)
- 1978 : Steve Martin: A Wild and Crazy Guy (TV)
- 1980 : The Last Married Couple in America
- 1980 : Steve Martin: Comedy Is Not Pretty (en) (TV)
- 1980 : Steve Martin: All Commercials (TV)
- 1980 : The Berenstain Bears Meet Big Paw (TV)
- 1982 : Magic with the Stars (TV)
- 1983 : Mort suspecte (The Cradle Will Fall) (TV)
- 1984 : Comedy Zone (série télévisée)
- 1984 : Special People (TV)
- 1986 : The Last Days of Frank and Jesse James (en) (TV)
- 1987 : The Quick and the Dead (en) (TV)
- 1990 : The 44th Annual Tony Awards (TV)
- 1993 : The 47th Annual Tony Awards (TV)
- 2000 : $pent (en)

### comme réalisateur
- 1949 : Cavalcade of Stars (en) (série télévisée)
- 1951 : Down You Go (en) (série télévisée)
- 1954 : Stage Show (en) (série télévisée)
- 1955 : The $64,000 Question (en) (série télévisée)
- 1956 : Can Do (en) (série télévisée)
- 1960 : Girl of the Night (en)
- 1965 : Who Killed Teddy Bear (en)
- 1966 : The Fat Spy (en)

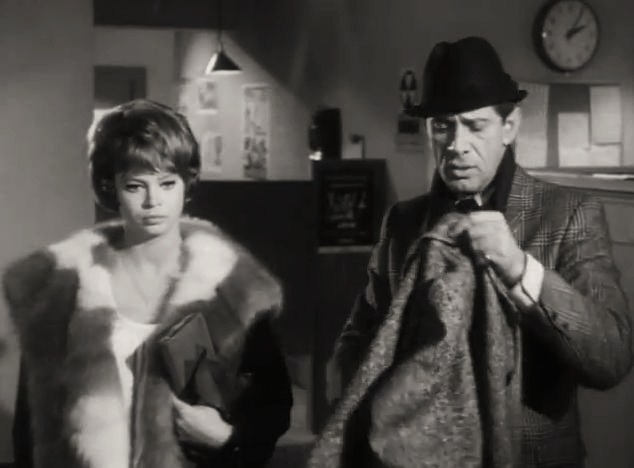
Extrait de la bande annonce de Who Killed Teddy Bear (1965).

- 1980 : Steve Martin: Comedy Is Not Pretty (en) (TV)